# Zyras mahnerti
Zyras mahnerti – gatunek chrząszcza z rodziny kusakowatych i podrodziny rydzenic.
Gatunek ten opisał po raz pierwszy w 1996 roku Roberto Pace na łamach „Revue suisse de Zoologie”. Jako lokalizację typową wskazano Góry Aberdare w Kenii. Epitet gatunkowy nadano na cześć Volkera Mahnerta.
Chrząszcz o błyszczącym, wydłużonym w zarysie ciele długości 7,9 mm. Głowa jest rudo ubarwiona, wyraźnie, acz nie tak grubo jak u Z. lioglutoides punktowana z wyjątkiem szerokiego niepunktowanego pasma wzdłuż środka. Czułki mają człony pierwszy i drugi rudożółte, pozostałe człony zaś rudobrązowe. Rude przedplecze jest wyraźnie punktowane z wyjątkiem niepunktowanych: linii wzdłuż środka, dwóch placów w okolicy przednio-środkowej oraz pasma przy tylnej krawędzi. Pokrywy mają rude ubarwienie. Kolor odnóży jest rudożółty. Odwłok jest rudy z rudobrązowym czwartym z wolnych urotergitów. W przeciwieństwie do Z. lioglutoides u samca brak jest pary guzków na piątym z wolnych urotergitów.
Owad afrotropikalny, znany wyłącznie z Kenii. Spotkany na rzędnych 2300 m n.p.m.